# Leština u Světlé
Leština u Světlé là một làng thuộc huyện Havlíčkův Brod, vùng Vysočina, Cộng hòa Séc.